# Clifton Forbes
Clifton Forbes (18 februari 1946 - Kingston, 1 maart 2010) was een Jamaicaans atleet, die zich had toegelegd op de sprint. Hij boekte vooral succes in estafetteverband.

## Loopbaan
Forbos won met zijn ploeg een bronzen medaille op de 4 × 400 m estafette tijdens de Pan-Amerikaanse Spelen van 1967. Hij maakte ook deel uit van de Jamaicaanse 4 × 100 m estafette-ploeg, die op de Olympische Spelen van 1968 in Mexico op een en dezelfde dag (19 oktober) het wereldrecord eerst evenaarde (38,6 s) en nadien verbeterde (38,3). De ploeg bestond verder uit Errol Stewart, Michael Fray en Lennox Miller en eindigde ten slotte als vierde. Forbes liep ook de 400 m op de Spelen, maar bereikte niet de finale.
Clifton Forbes overleed op 1 maart 2010 na een langdurig ziekbed.

## Persoonlijk record
| Onderdeel | Prestatie | Jaar |
| --------- | --------- | ---- |
| 400 m     | 45,75 s   | 1968 |

## Palmares

### 400 m
- 1968: 5e in ¼ fin. OS - 46,2 s (in serie 45,7 s)

### 4 x 100 m
- 1968: 4e OS - 48,4 s (in serie 48,3 s = WR)

### 4 x 400 m
- 1967:  Pan-Amerikaanse Spelen - 3.05,99